# 布爾維爾
安德烈·布爾維爾（法語：André Bourvil；1917年7月27日—1970年9月23日）是一位法国演员、歌手和喜剧演员，通称「布爾維爾」，原名André Robert Raimbourg，為法国演员、歌手、笑星，曾参演过《虎口脱险》等电影。
在虎口脱险这部电影中，布爾維爾饰演公寓楼油漆匠Augustin Bouvet，与路易·德菲内斯饰演的交响乐指挥家Stanislas Lefort，及第二次世界大战法国德占區的其他若干国民一同帮助英国轰炸机机组成员逃离德占区。